# Enderrock
Enderrock es una revista mensual en catalán, que desde el 1993 está especializada en la difusión de la música popular en lengua catalana.
En 2004 fue galardonada con el Premio Nacional a la Proyección Social de la Lengua Catalana, concedido por la Generalidad de Cataluña, con motivo de la celebración, en 2003, de su décimo aniversario. El jurado valoró que la publicación «se ha convertido en un medio de referencia de alta calidad en el mundo de la música popular catalana, con una amplia audiencia entre los jóvenes de todo nuestro ámbito lingüístico».
Desde 2001, el grupo Enderrock coorganiza el concurso «Sona 9». También entregan anualmente los Premios Enderrock, en una gala donde intervienen varios de los premiados.
La revista está editada por el Grupo Enderrock, empresa dirigida por el periodista Lluís Gendrau y cofinanciada por las Administraciones Públicas catalanas, valencianas y baleares. Cuenta con Pere Pons como Jefe de Publicaciones. El grupo también edita 440Clàssica. Anteriormente editó las revistas Rockcol·lecció, El Espectáculo, Lecho y Sonidos del Mediterráneo (sucesora de Folc) hasta abril de 2012, cuando anunció la suspensión «temporal» de su publicación.
La editorial tiene actualmente su edición online, EDR, en el siguiente sitio web: EDR.